# Institut des sciences et industries du vivant et de l’environnement
Institut des sciences et industries du vivant et de l’environnement (Agro ParisTech) – francuska politechnika w Paryżu, zaliczająca się do Grandes écoles

## Założenie
1.1.2007: Fuzja
- Institut National Agronomique Paris-Grignon (INA P-G;
- Ecole Nationale du Génie Rural, des Eaux et des Forêts (ENGREF)
- Ecole Nationale Supérieure des Industries Agricoles et Alimentaires (ENSIA)

## Absolwenci
Życie publiczne
- Jacques Arnould, Filozof, Przyszłych badaczy (promocja [doktorska] 1981)

Polityk
- Jacques Diouf, Dyrektor generalny FAO (promocja [doktorska] 1959)

Intelektualiści
- Michel Houellebecq, 2010 Prix Goncourt (promocja [doktorska]  1975)
- Alain Robbe-Grillet, członek Académie Française (promocja [doktorska]  1943)